# Pseudorhizina
Pseudorhizina es un género de hongos ascomicetos relacionado con las falsas morillas del género Gyromitra. La especie tipo es Pseudorhizina korshinskii, el género fue establecido en 1913.